# Stainburn, North Yorkshire
Stainburn är en ort och civil parish i Storbritannien.   Den ligger i grevskapet North Yorkshire och riksdelen England, i den centrala delen av landet, 290 km norr om huvudstaden London. Stainburn ligger 148 meter över havet och antalet invånare är 1 666.
Terrängen runt Stainburn är platt åt nordost, men åt sydväst är den kuperad. Runt Stainburn är det mycket tätbefolkat, med 1 313 invånare per kvadratkilometer. Närmaste större samhälle är Leeds, 15,8 km söder om Stainburn. Trakten runt Stainburn består i huvudsak av gräsmarker.